# Cyclodictyon filicuspis
Cyclodictyon filicuspis là một loài rêu trong họ Pilotrichaceae. Loài này được P. de la Varde mô tả khoa học đầu tiên năm 1930.